# Riese: Kingdom Falling
Riese: Kingdom Falling ist eine kanadische Science-Fiction/Fantasy-Produktion, die erstmals am 2. November 2009 online ausgestrahlt wurde. Die Serie dreht sich um Riese, Prinzessin des Königreichs Eleysia, die durch das vom Krieg zerrüttete Land vor ihren Verfolgern flieht. Begleitet wird sie von ihrem Wolf Fenrir. Ihre Verfolger gehören zu einer gefährlichen religiösen Vereinigung, der Sekte, die beauftragt wurde, sie zu jagen und zu beseitigen.

## Produktion
Riese wurde von Ryan Copple und Kaleena Kiff geschrieben und von Galen Fletcher und Nicholas Humphries produziert. Die Produktion der ersten fünf Episoden wurde am 2. September 2009 fertig und im Herbst desselben Jahres online gestellt. Aufgrund der guten Resonanz wurden die nächsten fünf Episoden gedreht. Der amerikanische Sender Syfy wurde auf die Produktion aufmerksam und erwarb alle Senderechte.
Die Darsteller von „Riese“ kommen alle von bekannten Science-Fiction- und Fantasy-Serien.
Von Sanctuary – Wächter der Kreaturen sind Amanda Tapping, die die Erzählstimme übernimmt, Ryan Robbins und Emilie Ullerup vertreten, von Stargate Universe geben sich Patrick Gilmore und Peter Kelamis, Stargate Atlantis schickt Ben Cotton, Battlestar Galactica Alessandro Juliani und Allison Mack ist aus „Smallville“ bekannt.
Seit dem 30. November 2010 strahlt Syfy US die Serie unter dem neuen Namen Riese: Kingdom Falling aus.
Am 30. November 2010 verkündete der kanadische Science-Fiction-Sender Space, dass die Serie ab Frühjahr 2011 ausgestrahlt wird, was Kanada nach den USA zum zweiten Land macht, wo die Webserie komplett gezeigt wird.
Im deutschsprachigen Raum sind die Webisodes ab dem 29. März 2011 kostenlos auf der Homepage des deutschen Ablegers des Senders Syfy zu sehen.
Riese ist die erste Science-Fiction-Webserie, die dem Steampunk Genre angehört.

## Rollen
- Erzählerin (Amanda Tapping)
- Riese (Christine Chatelain) – Tochter der früheren Herrscher Kara und Ulric von Eleysia. Seit dem brutalen Putsch ihrer Tante Amara befindet sie sich auf der Flucht.
- Fenrir (Tundra) – Wolf, der früher Rieses Vater gehört hat. Er begleitet sie auf ihrer Reise.
- Herrscherin Amara (Sharon Taylor) – Cousine der früheren Königin Kara. Bevor sie sich mit der Sekte verbündete war sie Baronin am Hof von Eleysia. Mit Hilfe der Sekte wurde das Königshaus brutal umgebracht und Amara konnte sich als Herrscherin etablieren.
- Herrick (Ben Cotton) – Höhergestelltes Sektenmitglied. Er ist Anführer der Gruppe, die Riese jagt.
- Trennan (Patrick Gilmore) – Sektenmitglied mittleren Rangs. Er funktioniert als Vermittler zwischen Amara und der Sekte. Er ist Herrick unterstellt, findet seine Methoden aber unnötig grausam.
- Rand (Ryan Robbins) – Anführer des Widerstands
- Garin (Alessandro Juliani) – Stratege der Widerstands-Armee
- Aliza (Emilie Ullerup) – Rands Stellvertreterin. Sie plant mit Hilfe der Widerstands-Armee eine Volksregierung einzurichten.
- Marlise (Allison Mack) – Ehrgeiziges, sadistisches Sektenmitglied.
- Die Sekte – Mysteriöse Vereinigung und seit Amaras Staatsputsch offizielle Religion von Eleysia. Angebetet wird die Göttin „Sonne“. Es wird geglaubt, dass das Ende der Welt naht, die einzige Rettung besteht darin, alle Ungläubigen zu beseitigen.
- Der Widerstand – Gruppierung, deren Ziel es ist Amara abzusetzen und den Frieden in Eleysia und den Nachbarländern wiederherzustellen. Anführer der Gruppe ist Rand.

## Episoden
1. Die Jagd
2. Fragmente
3. Gebunden
4. Verzicht
5. Dämmerung
6. Bestie
7. Opfer
8. Indoktrination
9. Vergeltung
10. Wiedervereinigung